# Adi Tekelezan
Pour les articles homonymes, voir Adi Tekelezan (district).
Adi Tekelezan est une ville d'Érythrée située dans la région d'Anseba, et capitale du district d'Adi Tekelezan.
Le nom du lieu provient de Tàkàle Zan, figure ancestrale de la communauté chrétienne locale. Pendant la Seconde Guerre mondiale, les forces italiennes se replièrent sur cette localité, leur dernier point de défense. La route principale reliant Asmara à Keren et à la frontière soudanaise – construite par les Italiens dès 1887 – traverse Adi Tekelezan.